# Чифлик (община Пехчево)
Вижте пояснителната страница за други значения на Чифлик.
Чифлик (на македонска литературна норма: Чифлик) е село в Северна Македония, община Пехчево.

## География
Селото е разположено в историческата област Малешево.

## История
В края на XIX век Чифлик е българско село в Малешевска каза на Османската империя. В „Етнография на вилаетите Адрианопол, Монастир и Салоника“, издадена в Константинопол в 1878 година и отразяваща статистиката на населението от 1873, Чифличе Пейчово (Tchiflitche Peytchovo) е посочено като село с 20 домакинства, като жителите му са 75 българи.
Според статистиката на Васил Кънчов („Македония. Етнография и статистика“) от 1900 г. Чифлико е населявано от 357 жители българи християни.
В началото на XX век цялото население на Чифлик е под върховенството на Българската екзархия. По данни на секретаря на екзархията Димитър Мишев („La Macédoine et sa Population Chrétienne“) през 1905 година в Чифлик има 464 българи екзархисти и функционира българско училище.
При избухването на Балканската война в 1912 година 7 души от Чифлик са доброволци в Македоно-одринското опълчение. В края на октомври 1914 година сръбските власти убиват българина кмет на селото и вместо убийците са арестувани 13 невинни българи, като при превозването им до Царево село арестуваните са пребити. През същия месец са арестувани повече от 20 българи заради убийството на местен сърбоманин и част от тях са убити по пътя, а другите са хвърлени в затвора в Пехчево, където са мъчени.
Според преброяването от 2002 година селото има 321 жители.
| Националност     | Всичко |
| северномакедонци | 319    |
| албанци          | 0      |
| турци            | 0      |
| роми             | 0      |
| власи            | 0      |
| сърби            | 2      |
| бошняци          | 0      |
| други            | 0      |

## Личности
Родени в Чифлик
- Анастас Милев Дуневски-Чифлигаро (1873 – 1905), български революционер, войвода на ВМОК
- Васил Милчов Лазаров-Чифличенчето (1877 – след 1943), български революционер, деец на ВМОК
- Евтим Цеков (1879 – 1925), български революционер, войвода на ВМРО
- Иван Ингилизов (1882 – 1944), български революционер, войвода на ВМОРО